# Elecciones regionales de Arica y Parinacota de 2024
Las elecciones regionales de Arica y Parinacota de 2024 se llevaron a cabo el 26 y 27 de octubre de 2024 para elegir a los ciudadanos que ejercerán los cargos de gobernador/a y consejeros regionales de la región de Arica y Parinacota para el periodo 2025-2029. La elección se celebró simultáneamente con elecciones regionales y municipales en todo Chile. La segunda vuelta regional se llevará a cabo el 24 de noviembre de 2024.

## Sistema electoral
El Gobierno Regional de Arica y Parinacota es el órgano administrativo y de gobierno de la región de Arica y Parinacota. Está compuesta por el/la gobernador/ra y el Consejo Regional. 
La votación se realiza con base en el sufragio universal, que comprende a todos los ciudadanos nacionales y no nacionales (con residencia mayor de cinco años) mayores de dieciocho años, empadronados y residentes en la comuna de Santiago y en pleno goce de sus derechos políticos.
El/la gobernador/a regional es elegido por sufragio directo. Para que un candidato sea proclamado ganador debe obtener no menos de 40 % de votos válidos. En caso ningún candidato logre ese porcentaje en la primera vuelta electoral, los dos candidatos más votados participan en una segunda vuelta o balotaje.
El Consejo Regional de Arica y Parinacota está compuesto por 14 consejeros elegidos por sufragio directo para un período de cuatro (4) años mediante un sistema de representación proporcional. Cada provincia de la región de Arica y Parinacota constituye una circunscripción. Se asigna a cada lista los escaños según el método d'Hondt.
| Circunscripción | Escaños | Mapa |
| --------------- | ------- | ---- |
| Arica           | 11      |      |
| Parinacota      | 3       |      |

## Composición del Consejo Regional de Arica y Parinacota
La siguiente tabla muestra la composición del Consejo Regional de Arica y Parinacota electo en los anteriores comicios.
| Pactos y coaliciones | Pactos y coaliciones  | Partidos | Partidos | Esc. | Total |
| -------------------- | --------------------- | -------- | -------- | ---- | ----- |
|                      | Chile Vamos           |          | UDI      | 2    | 5     |
|                      | Chile Vamos           | RN       | 1        |      | 5     |
|                      | Chile Vamos           | IND      | 2        |      | 5     |
|                      | Unidad Constituyente  |          | PDC      | 2    | 5     |
|                      | Unidad Constituyente  | PS       | 1        |      | 5     |
|                      | Unidad Constituyente  | PR       | 1        |      | 5     |
|                      | Unidad Constituyente  | IND      | 1        |      | 5     |
|                      | Partido de la Gente   |          | PDG      | 1    | 1     |
|                      | Republicanos          |          | PRCh     | 1    | 1     |
|                      | Por Dignidad Regional |          | PCCh     | 1    | 1     |
|                      | Regionalistas Verdes  |          | IND      | 1    | 1     |